# Herman Legger
Hermanus „Herman” Josephus Legger (ur. 7 lipca 1895 w Veendam, zm. 7 września 1978) – piłkarz holenderski grający na pozycji pomocnika. W swojej karierze rozegrał 2 mecze w reprezentacji Holandii.

## Kariera klubowa
Całą swoją karierę piłkarską Legger spędził w klubie Be Quick 1887. Zadebiutował w nim w 1918 roku i grał w nim do 1931 roku. W sezonie 1919/1920 wywalczył z nim tytuł mistrza Holandii.

## Kariera reprezentacyjna
W reprezentacji Holandii Legger zadebiutował 13 listopada 1921 w wygranym 5:0 towarzyskim meczu z Francją, rozegranym w Paryżu. Od 1921 do 1922 roku rozegrał w kadrze narodowej 2 mecze.